# Баррі Акройд
Баррі Акройд (англ. Barry Ackroyd народ. 12 травня 1954) є англійським кінооператором. Акройд часто працює з британським режисером, Кеном Лоучем. Обоє відомі своїми анти-голлівудським, натуралістичним, нео-реалістичним кінематографічним стилем.

## Біографія
Закінчив Художній коледж в Портсмуті. Дебютував у 1975. Зняв кілька короткометражних і телевізійних фільмів. Популярність йому вперше приніс фільм Кена Лоуча Покидьки суспільства (1991), після якого він працював головним оператором на всіх фільмах цього режисера.
Як самостійний режисер зняв короткометражний фільм Людина-метелик (1996, номінація на премію BAFTA).

## Фільмографія
- Ріфф-Рафф (1991)
- Aileen Wuornos: The Selling of a Serial Killer (1992)
- Град каменів (1993)
- Діва-птиця, діва-птиця (1994)
- Пісня Карли (1996)
- Людина-метелик (1996) короткометражка
- Мене звуть Джо (1998)
- Хліб і троянди (2000)
- Навігатори (2001)
- Sunday (Неділя) (2002) (ТБ)
- Милі шістнадцять років (2002 film)
- Загублений принц (2003) (ТБ)
- Eroica (2003) (ТБ)
- Os Imortais (2003)
- Ae Fond Kiss (2004)
- Рейс 93 (2006)
- Вітер, що гойдає верес (2006)
- Бій в Сіетлі (2007)
- Chacun son cinéma ou Ce petit coup au coeur quand la lumière s'éteint et que le film commence (2007) (Хепіенд)
- Володар бурі (2009)
- Зелена зона (2010)
- Особливі стосунки (2010)
- Коріолан (2011)
- Контрабанда (2012)
- Капітан Філліпс (2013)
- Паркленд (2013)
- Темні місця (2015)
- Гра на пониження (2015)
- Джейсон Борн (2016)
- Останнє обличчя (2016)
- Детройт (2017)
- Король поза законом (2018)
- Секс-бомба (2019)
- Стара гвардія (2020)
- Донечка (2021)
- Я хочу з кимось потанцювати (2022)
- Стара гвардія 2 (2025)
- Дім динаміту (2025)